# Лемоньє Каміль
Лемоньє́ Каміль (нід. і фр. Camille Lemonnier) (24 березня 1844 року, Іксель, Бельгія — 13 липня 1913 року, Іксель) — бельгійський письменник і мистецтвознавець. Походив з фламандської сім'ї, писав французькою мовою. Один з організаторів «Молодої Бельгії».
Закінчив Брюссельський університет. Його перші твори — мистецтвознавчі нариси «Брюссельська малярська виставка» (1863, 2-а книжка — 1866) і книжка про П. П. Рубенса «Наші фламандці» (1869). «Фламандські й валонські оповідання» (1873) присвячені селу. В романі «Самець» (1881) прославляються багатство природи й свобода інстинктів.
Роман «Кровопивця» (1886) — про стихійний виступ бельгійських робітників-металургів проти визискувачів. Належав до натуралістів, але в його творах є реалістичні й романтичні елементи. «Адам і Єва» (1899, та інші) присвячено ідеї життя в органічній єдності з природою. Роман «В прохолодній хащі лісу» (1900) малює ідилію напівпервісної общини.

## Твори
- Весела площа. — К., 1959.